# Arévalo (humorista)
Francisco Rodríguez Iglesias, conocido artísticamente como Paco Arévalo (Madrid, 2 de septiembre de 1947-Valencia, 3 de enero de 2024), fue un humorista y actor español.

## Biografía
Criado en Catarroja, Valencia, sus primeras actuaciones datan de 1970 y fueron como torero cómico, en el espectáculo de El Bombero Torero. Su apodo es, en realidad, el segundo apellido de su padre, que asimismo fue torero cómico.
Decidió dedicarse al humor y a finales de la década de los setenta y principios de los ochenta comenzó a hacerse famoso con sus chistes de "gangosos y mariquitas", de los que llegó a grabar una treintena de casetes.
Debutó en el cine en 1981 con la película Su majestad la risa. Sin embargo, la gran popularidad le alcanzó a partir de 1983, cuando comenzó a aparecer semanalmente en Un, dos, tres... responda otra vez, el concurso de mayor éxito en la televisión en España. Arévalo estuvo presente, a partir de ese momento, en la Subasta del concurso, en todas sus ediciones hasta la más reciente, de 2004, que llevó el título de Un, dos, tres... a leer esta vez.
Gracias al éxito del programa, Paco Arévalo multiplicó el número de actuaciones en salas de fiestas y escenarios por toda España. Grabó también varias películas cómicas, todas ellas bajo la dirección de Mariano Ozores, como El currante (1983), Agítese antes de usarla (1983), El pan debajo del brazo (1983) o Los obsexos (1985).
En 1997 Antena 3 le ofreció su propio espacio, Arévalo y Cía, en el que interpretaba una serie de sketches acompañado por actores como Manolo Cal, José Carabias, Javivi, Malena Gracia, Marta de Pablo e Idoia Rossi.
Con posterioridad ha probado suerte también como actor interpretando pequeños papeles tanto en televisión (Éste es mi barrio, 1996), como en cine: Papá Piquillo (1998), Álvaro Sáenz de Heredia; ¡Ja me maaten...! (2000), de Juan Antonio Muñoz; El oro de Moscú (2003), de Jesús Bonilla; Isi & Disi, alto voltaje (2006), de Miguel Ángel Lamata; Abrázame (2011), de Óscar Parra de Carrizosa.
En 2005 participó como concursante en el reality show La Granja. Entre 2007 y 2009 acudió frecuentemente al programa de éxito de Canal Sur Televisión, La tarde con María, presentado por María del Monte, donde contaba chistes y hacía sketchs.
En 2011 protagonizó la obra de teatro Dos Mellizos junto a Bertín Osborne.
En 21 de abril de 2018 comenzó a colaborar en el programa de televisión Sábado Deluxe, presentado por Jorge Javier Vázquez y María Patiño.
Fue encontrado muerto en su domicilio de Valencia el miércoles 3 de enero del 2024.

## Filmografía

### Cine
| Año  | Película                 | Papel               | Director                       |
| ---- | ------------------------ | ------------------- | ------------------------------ |
| 1981 | Su majestad la risa      |                     | Ricardo Gascón                 |
| 1982 | Un rolls para Hipólito   | Nuevo mayordomo     | Juan Bosch                     |
| 1983 | El currante              | Rigoberto           | Mariano Ozores                 |
| 1983 | Agítese antes de usarla  | D. Tarsicio         | Mariano Ozores                 |
| 1984 | El pan debajo del brazo  | Paco                | Mariano Ozores                 |
| 1985 | El recomendado           | Velasco             | Mariano Ozores                 |
| 1985 | Cuatro mujeres y un lío  | Alarico Carrasco    | Mariano Ozores                 |
| 1989 | Los obsexos              | Alejo               | Mariano Ozores                 |
| 1989 | Canción triste de...     | Vecino              | Antonio Ozores y José Truchado |
| 1998 | Papá Piquillo            | Camarero de terraza | Álvaro Sáenz de Heredia        |
| 2000 | ¡Ja me maaten...!        | Jeque árabe         | Juan Muñoz                     |
| 2003 | El oro de Moscú          | Taxista             | Jesús Bonilla                  |
| 2006 | Isi & Disi, alto voltaje | Pitu                | Miguel Ángel Lamata            |
| 2007 | Ekipo Ja                 | Tío Matías          | Juan Muñoz                     |

### Series de televisión
| Año         | Serie               | Cadena    | Personaje | Notas        |
| ----------- | ------------------- | --------- | --------- | ------------ |
| 1996 - 1997 | Éste es mi barrio   | Antena 3  | Remi      | 10 episodios |
| 2000        | Manos a la obra     | Antena 3  | Paquito   | 1 episodio   |
| 2000        | El botones Sacarino | La 1      | Arévalo   | 1 episodio   |
| 2000 - 2003 | Paraíso             | La 1      | Arturo    | 2 episodios  |
| 2008        | Flor de mayo        | Canal Nou | Dimoni    | TV Movie     |

### Programas de televisión
| Año         | Programa                               | Cadena    | Papel                       |
| ----------- | -------------------------------------- | --------- | --------------------------- |
| 1983        | Un, dos, tres... responda otra vez     | TVE       | Humorista                   |
| 1990        | Verano 90                              | Canal Sur | Humorista                   |
| 1991        | Un, dos, tres... responda otra vez     | TVE       | Humorista                   |
| 1993        | Querida Concha                         | Telecinco | Invitado                    |
| 1995        | Esto es espectáculo                    | La 1      | Humorista                   |
| 1997        | Risas y estrellas                      | La 1      | Humorista                   |
| 1997        | Pásalo bien y no mires con quién       | Antena 3  | Humorista                   |
| 1997 - 1999 | Arévalo y Cía                          | Antena 3  | Presentador                 |
| 2004        | Un, dos, tres... responda otra vez     | TVE       | Humorista                   |
| 2005        | La Granja                              | Antena 3  | Concursante (11° expulsado) |
| 2016        | En la tuya o en la mía                 | La 1      | Invitado                    |
| 2016        | Hazte un selfi                         | Cuatro    | Invitado                    |
| 2017 2023   | Mi casa es la tuya                     | Telecinco | Colaborador                 |
| 2017        | Sábado Deluxe                          | Telecinco | Invitado                    |
| 2017        | Sálvame                                | Telecinco | Invitado                    |
| 2018        | Volverte a ver                         | Telecinco | Invitado                    |
| 2018        | Sábado Deluxe                          | Telecinco | Colaborador                 |
| 2019        | Todo es mentira                        | Cuatro    | Invitado                    |
| 2021        | Family Feud: La batalla de los famosos | Antena 3  | Invitado                    |
|             |                                        |           |                             |